# Thidericus
Thidericus war Augustiner-Chorherr am Kloster St. Thomas in Leipzig. Er war der erste im Jahr 1295 und bis 1443 der einzige urkundlich erwähnte Leiter der Thomasschule zu Leipzig. Gleichzeitig fungierte er als Thomaskantor. Er gab Gesangsunterricht und war Vorsänger. 